# L'Albufereta
L'Albufereta este o arie protejată (arie specială de conservare — SAC, sit de importanță comunitară — SCI, arie de protecție specială avifaunistică — SPA) din Spania întinsă pe o suprafață de 442,75 ha, integral pe uscat.

## Localizare
Centrul sitului L'Albufereta este situat la coordonatele 39°51′57″N 3°05′05″E / 39.8658°N 3.0847°E.

## Înființare
Situl L'Albufereta a fost declarat sit de importanță comunitară în iulie 2000 pentru a proteja 9 specii de animale. Alte tipuri de protecție:
- arie de protecție specială avifaunistică (în martie 2006)[2]
- arie specială de conservare (în martie 2015)[1][3][4]

## Biodiversitate
Situată în ecoregiunea mediteraneană, aria protejată conține 11 habitate naturale: Stepe sărăturate mediteraneene (Limonietalia), Galerii și tufărișuri riverane sudice (Nerio-Tamaricetea și Securinegion tinctoriae), Salicornia și alte specii anuale care populează regiunile mlăștinoase și nisipoase, Lagune de coastă, Pajiști umede mediteraneene cu ierburi înalte de Molinio-Holoschoenion, Dune mobile cu vegetație embrionară, Râuri mediteraneene cu debit permanent cu specii de Paspalo-Agrostidion și galerii riverane de Salix și de Populus alba, Liziere de ierburi înalte hidrofile de câmpie și de nivel montan până la alpin, Dune de pe litoral fixate cu Crucianellion maritimae, Pășuni mediteraneene udate de apa mării (Juncetalia maritimi), Tufărișuri halofile mediteraneene și termo-atlantice (Sarcocornetea fruticosi).
La baza desemnării sitului se află mai multe specii protejate de  păsări (9): privighetoare-de-baltă (Acrocephalus melanopogon), stârc roșu (Ardea purpurea), prundăraș de sărătură (Charadrius alexandrinus),  prundaș gulerat mic (Charadrius dubius), erete de stuf (Circus aeruginosus), piciorong (Himantopus himantopus), stârc pitic (Ixobrychus minutus), Marmaronetta angustirostris, turturică (Streptopelia turtur).